# Charles R. Knight
Charles Robert Knight (Brooklyn, 21 ottobre 1874 – Manhattan, 15 aprile 1953) è stato un artista statunitense.
È particolarmente conosciuto per il suo influente lavoro figurativo sui dinosauri e su altra fauna preistorica.

## Biografia

### Infanzia e prima giovinezza

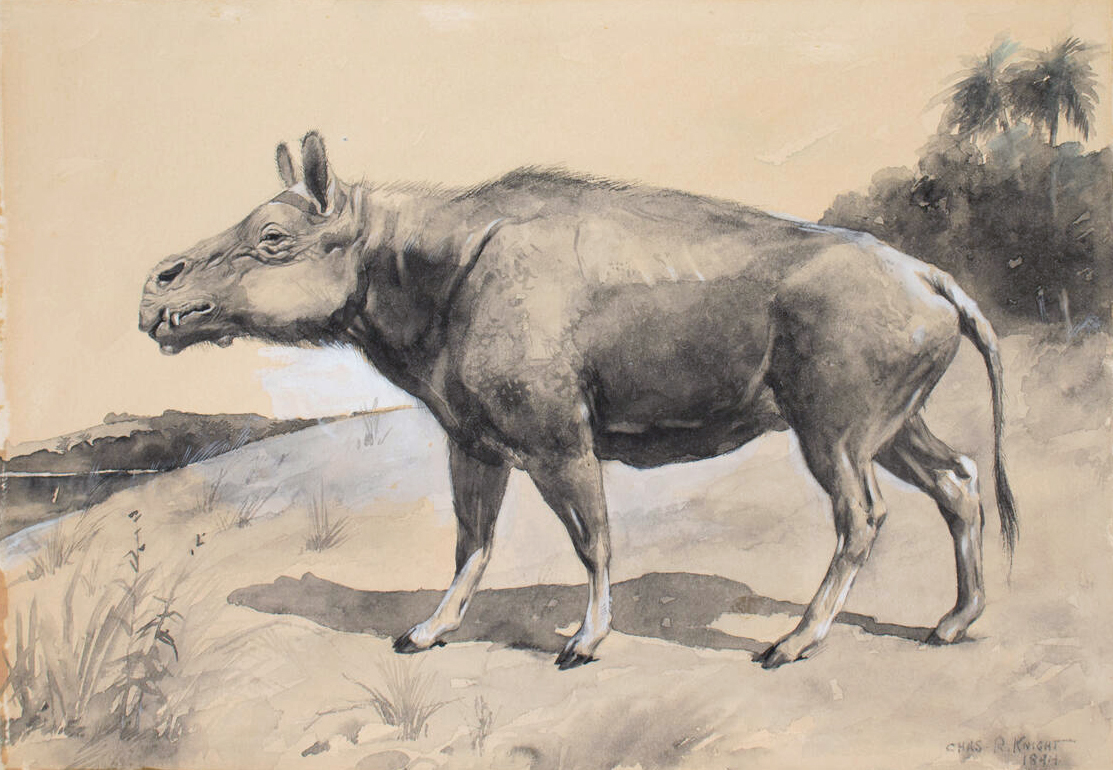
Elotherium (noto ora come Entelodon), la prima ricostruzione di un animale estinto commissionata a Charles R. Knight.

Da bambino Knight dimostrò un profondo interesse per la natura e per gli animali e trascorreva molte ore nel copiare dai libri di storia naturale del padre le illustrazioni.
Sebbene fosse legalmente cieco a causa di un astigmatismo e al conseguente danno al suo occhio destro, Knight perseguì il proprio talento con l'aiuto di lenti appositamente progettate e all'età di dodici anni si iscrisse alla Scuola del Museo metropolitano per diventare un artista professionale. 
Nel 1890 fu scritturato da un'azienda che disegnava vetrate per chiese e dopo due anni con loro divenne un artista freelance, che illustrava riviste e libri, specializzato in scene della natura.
Nel suo tempo libero Knight visitò il Museo di storia naturale di New York, richiamando l'attenzione del dottor Jacob Wortman, che gli chiese di dipingere la ricostruzione di un maiale preistorico, l'Elotherium, il cui scheletro fossilizzato era in mostra nel museo. Knight applicò le sue nozioni sull'anatomia di un maiale moderno e usò la sua fantasia per completare le parti incerte. Wortman rimase sbalordito dal risultato finale, e il museo commissionò subito a Knight la produzione di un'intera serie di acquerelli per abbellire le sale di fossili del museo. I suoi dipinti divennero molto popolari presso i visitatori del museo e Knight continuò a lavorare per il museo negli anni trenta, dipingendo quelli che diverranno le più rinomate immagini di dinosauri, mammiferi e uomini preistorici.

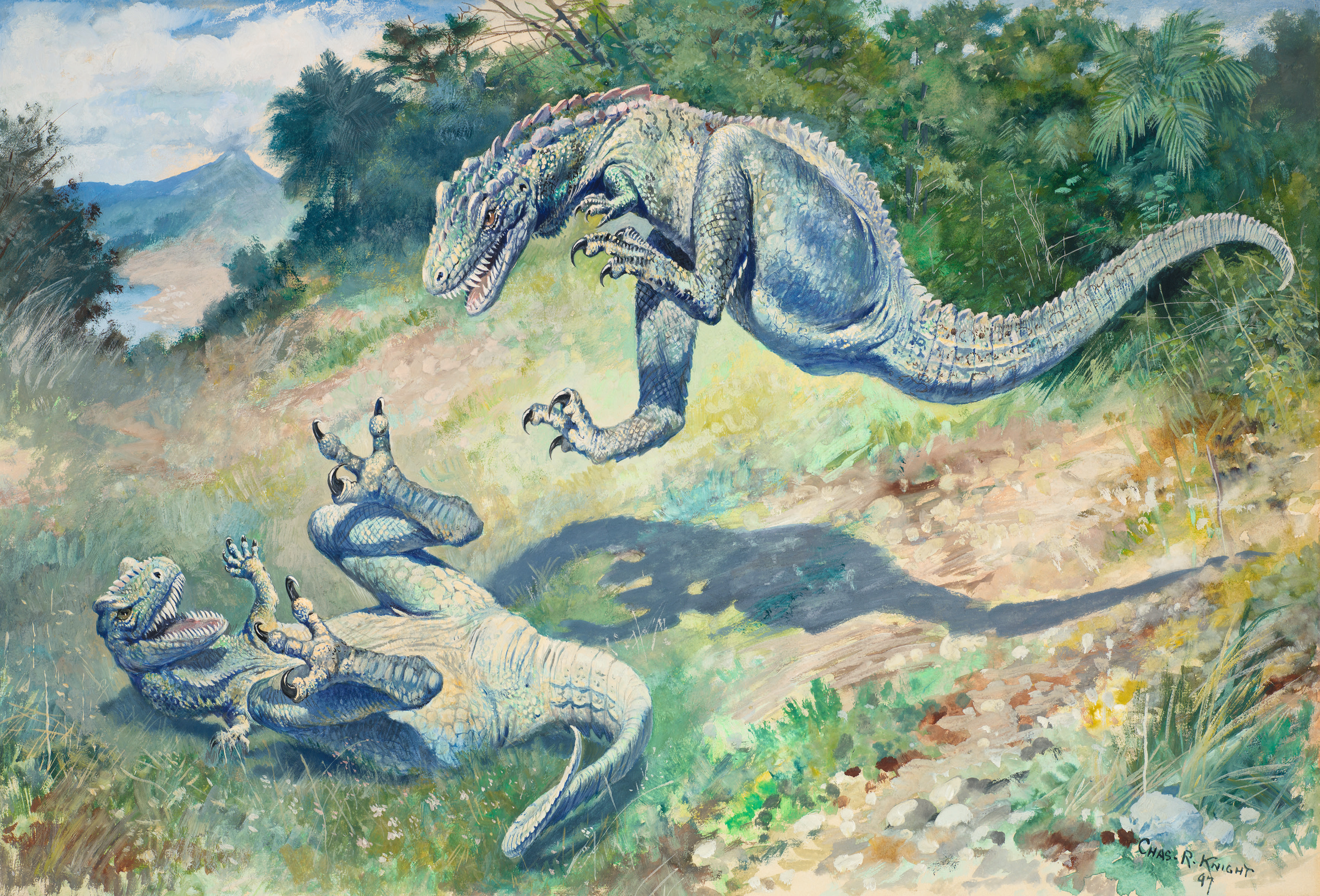
Balzanti sul prato di Charles R. Knight, 1897

Uno dei "pezzi" più noti di Knight presso il Museo di storia naturale di New York è il quadro del 1897 Leaping Laelaps, che fu una delle poche immagini antecedenti gli anni sessanta a raffigurare dinosauri come creature in rapido movimento (anticipando così le teorie dette "Rinascimento dei dinosauri" dei moderni paleontologi come Robert Bakker). Altri noti dipinti di Knight al Museo di storia naturale di New York comprendono Agathaumas, Allosaurus, Apatosaurus, Brontosaurus, Smilodon, e il Mammut lanuginoso.
Tutti questi sono stati riprodotti in numerosi luoghi e hanno ispirato numerose imitazioni.
Le opere di Knight per il museo non furono naturalmente esenti da critiche: molti curatori sostennero che esse erano più artistiche che scientifiche e protestarono che egli non aveva sufficiente esperienza scientifica per rappresentare animali preistorici come aveva fatto. Mentre Knight dichiarò egli stesso che le sue opere murali per la "Hall dell'età dell'uomo" erano «soprattutto opere artistiche», sostenne tuttavia di essere in possesso di tante conoscenze di paleontologia, quante ne avevano i curatori stessi dei musei.

### La fama a livello nazionale

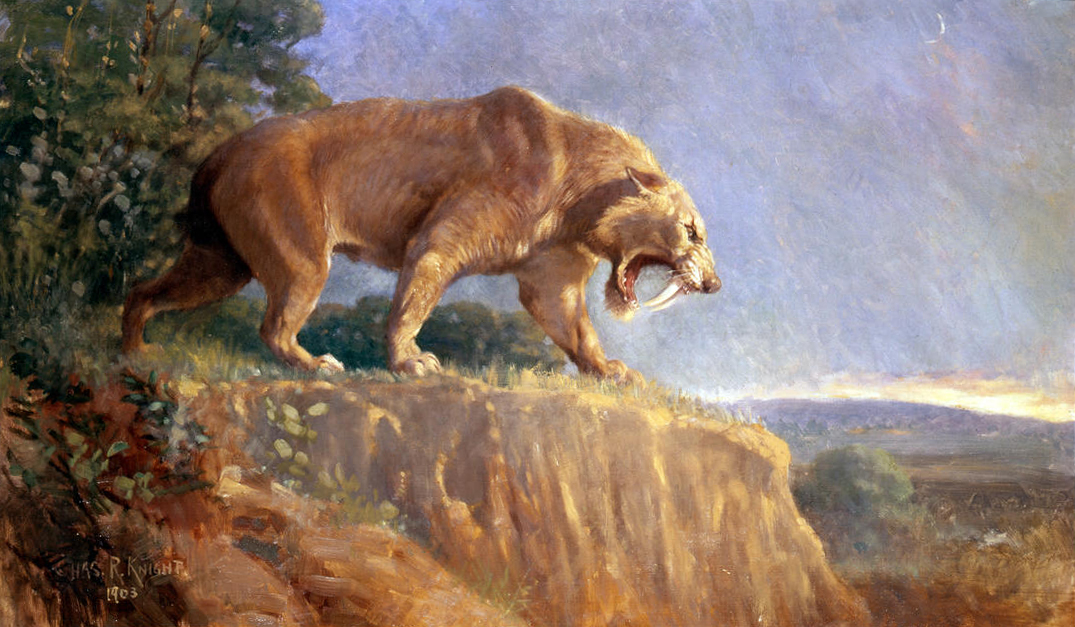
Smilodonte del 1903.

Dopo essersi fatto una reputazione con le opere del Museo di storia naturale di New York, altri musei di storia naturale incominciarono a richiedergli dipinti per le loro mostre di fossili. Nel 1925, per esempio, Knight produsse un dipinto a muro per il Museo di storia naturale di Los Angeles, rappresentante alcuni uccelli e mammiferi i cui resti erano stati rinvenuti nella località dell'ex Rancho La Brea di Los Angeles.

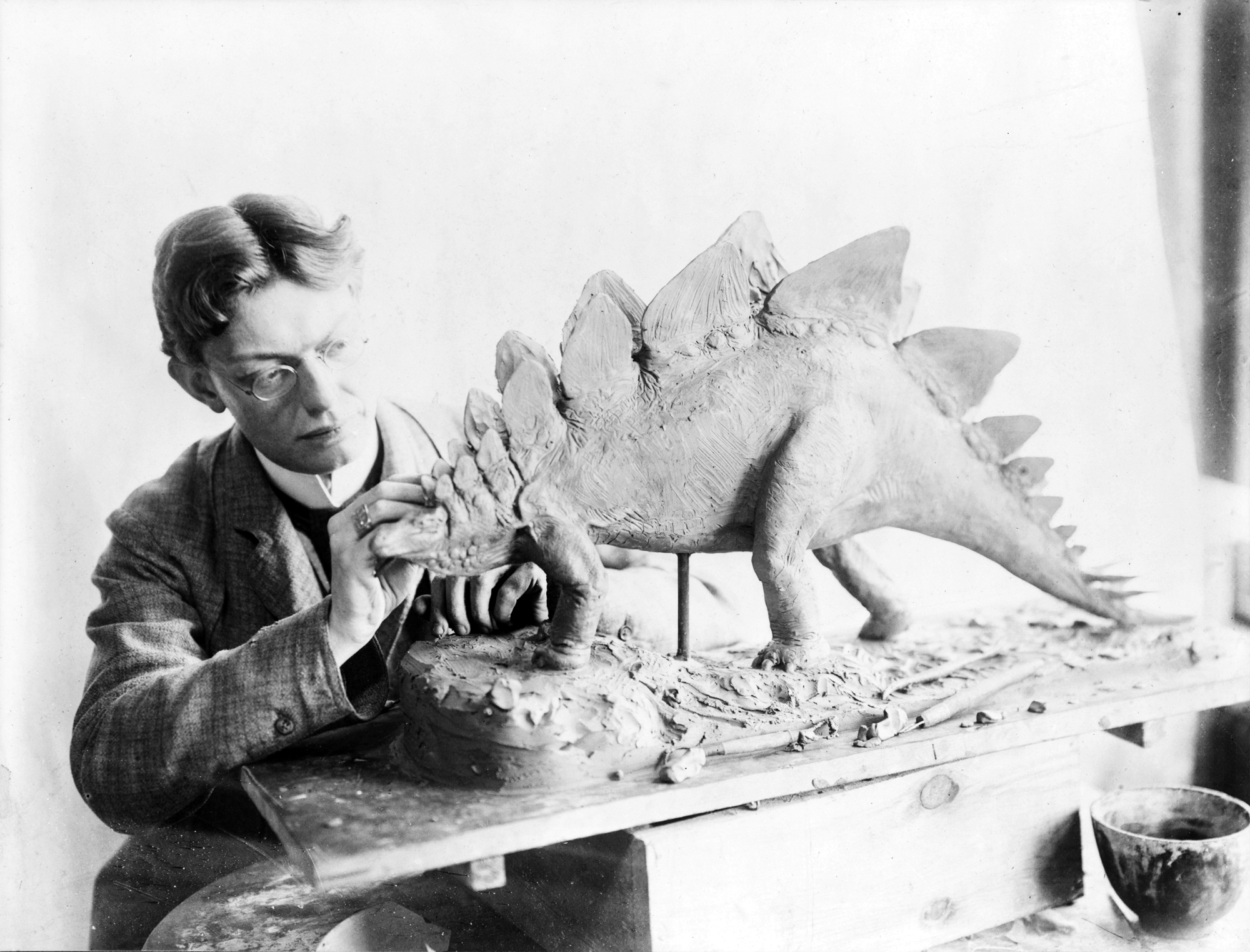
Knight che lavora allo Stegosaurus nel 1899.

L'anno successivo Knight iniziò una serie di 28 dipinti a muro per il Museo di Storia naturale di Chicago (Field Museum), un progetto che forma una cronaca della storia della vita sulla terra e richiese quattro anni per la sua realizzazione. Presso il Field Museum egli realizzò uno dei suoi "pezzi" più noti, un murale rappresentante il tirannosauro e il triceratopo. Questa scena che confronta il predatore con la sua preda avrebbe ispirato un grandissimo numero di imitazioni, stabilendo nella coscienza popolare che il dinosauro sia un "mortale nemico".
Alexander Sherman, del Field Museum afferma: 
(Alexander Sherman)
Opere di Knight furono richieste, tra gli altri, anche dal Museo Carnegie di Pittsburgh, dalla Smithsonian Institution e dal Museo di Storia naturale Peabody di Yale. Molti zoo, come lo Zoo del Bronx, lo zoo del Lincoln Park e lo Zoo Brookfield chiesero a Knight di dipingere su murali i loro animali vivi, cosa che Knight compì di buon grado. Knight era effettivamente la sola persona in America cui fu concesso di dipingere il panda gigante che viveva nello zoo di Brookfield negli anni trenta.
Mentre dipingeva murali per musei e zoo, Knight continuò a illustrare libri e riviste e divenne un frequente collaboratore di National Geographic. Egli inoltre scrisse e illustrò numerosi libri da lui scritti, quali Before the Dawn of History (1935), Life Through the Ages (1946), Animal Drawing: Anatomy and Action for Artists (1947), and Prehistoric Man: The Great Adventure (1949). Inoltre Knight divenne un popolare conferenziere che descriveva la vita preistorica a uditori di tutto il Paese.
Infine Knight iniziò a ritirarsi dalla sfera pubblica per spendere più tempo con i suoi nipoti, che condividevano con lui la passione per gli animali e la vita preistorica. Nel 1951 egli dipinse la sua ultima opera, un murale per il Museo Everhart di Scranton, in Pennsylvania. Due anni dopo morì a Manhattan.

## Esemplari di opere

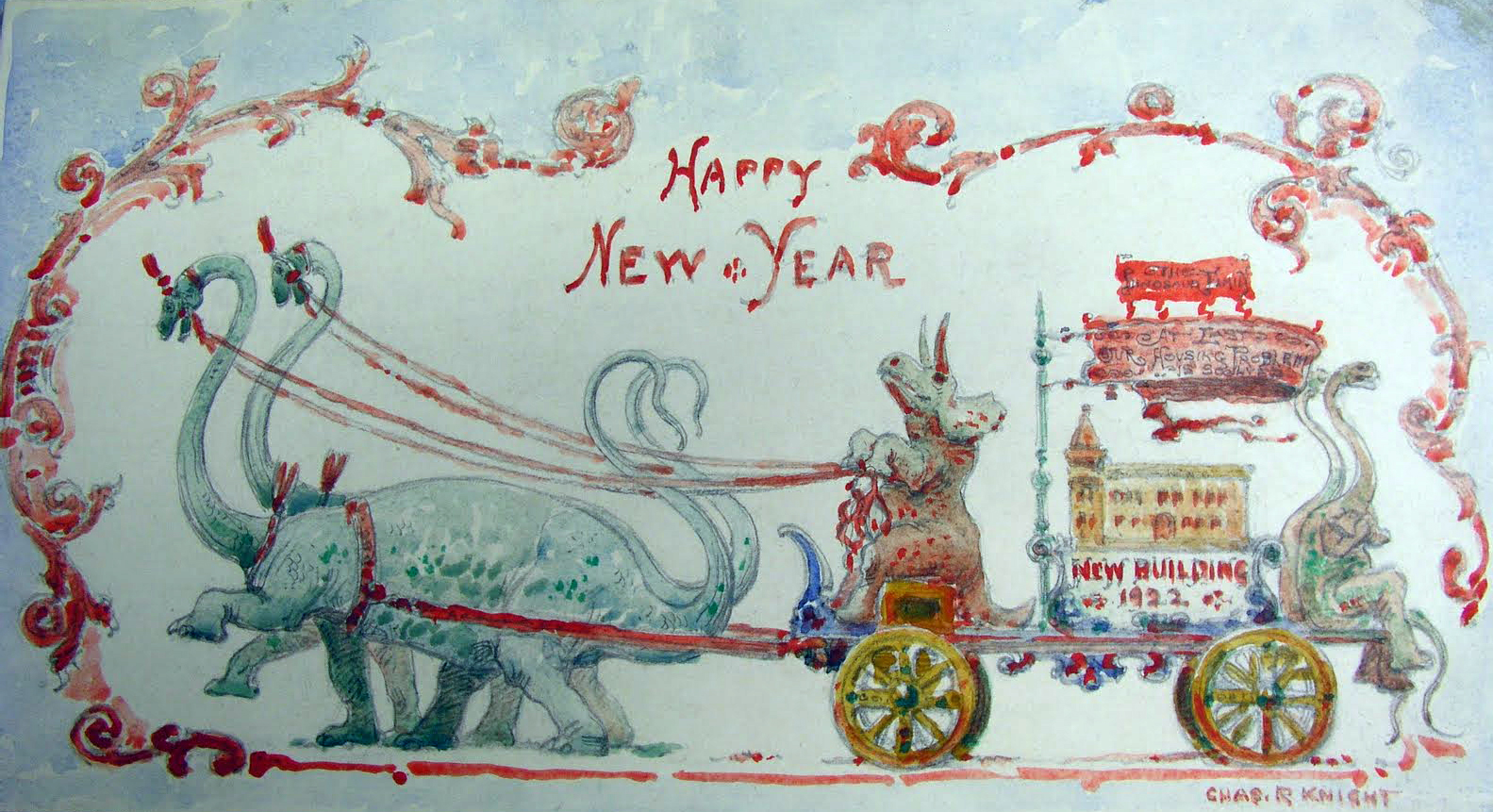
Carta del Nuovo Anno disegnata da Charles R. Knight
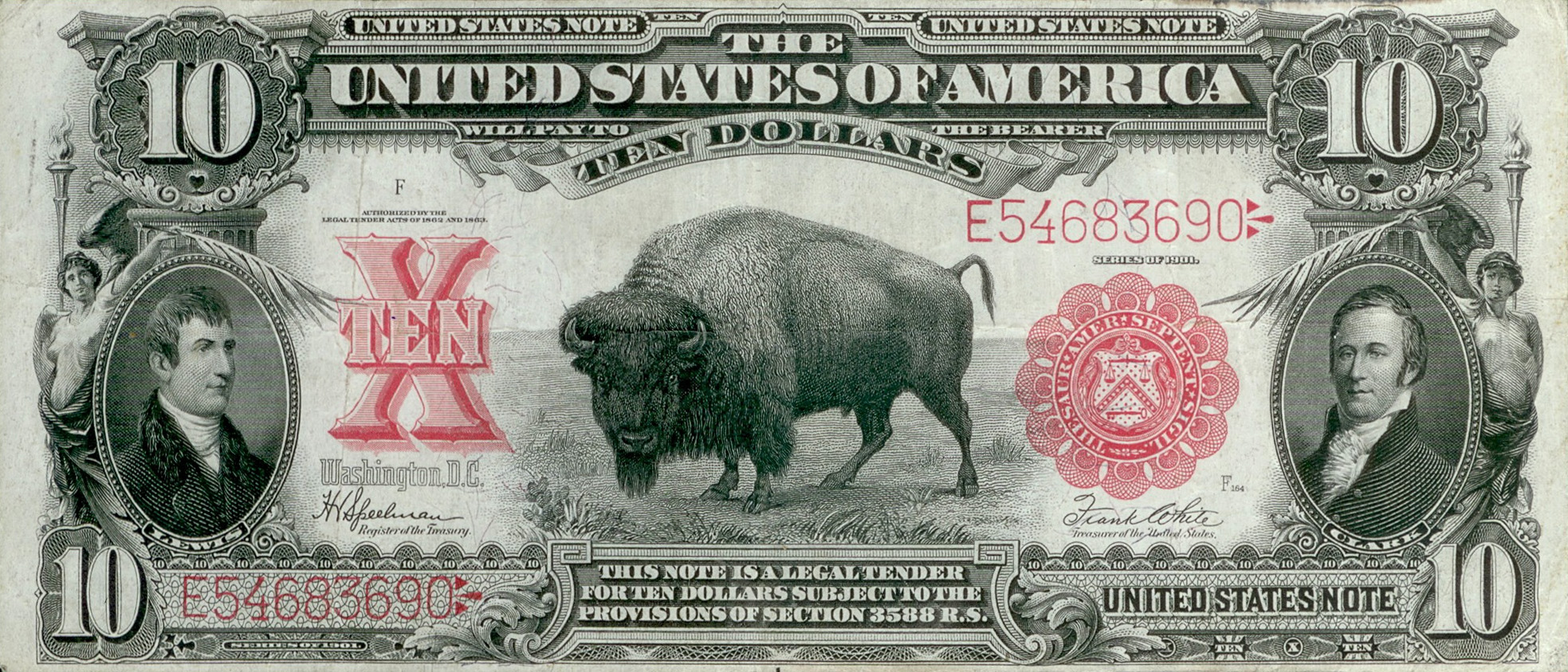
Banconota da $10 del 1901 con bisonte americano disegnato da Charles R. Knight.
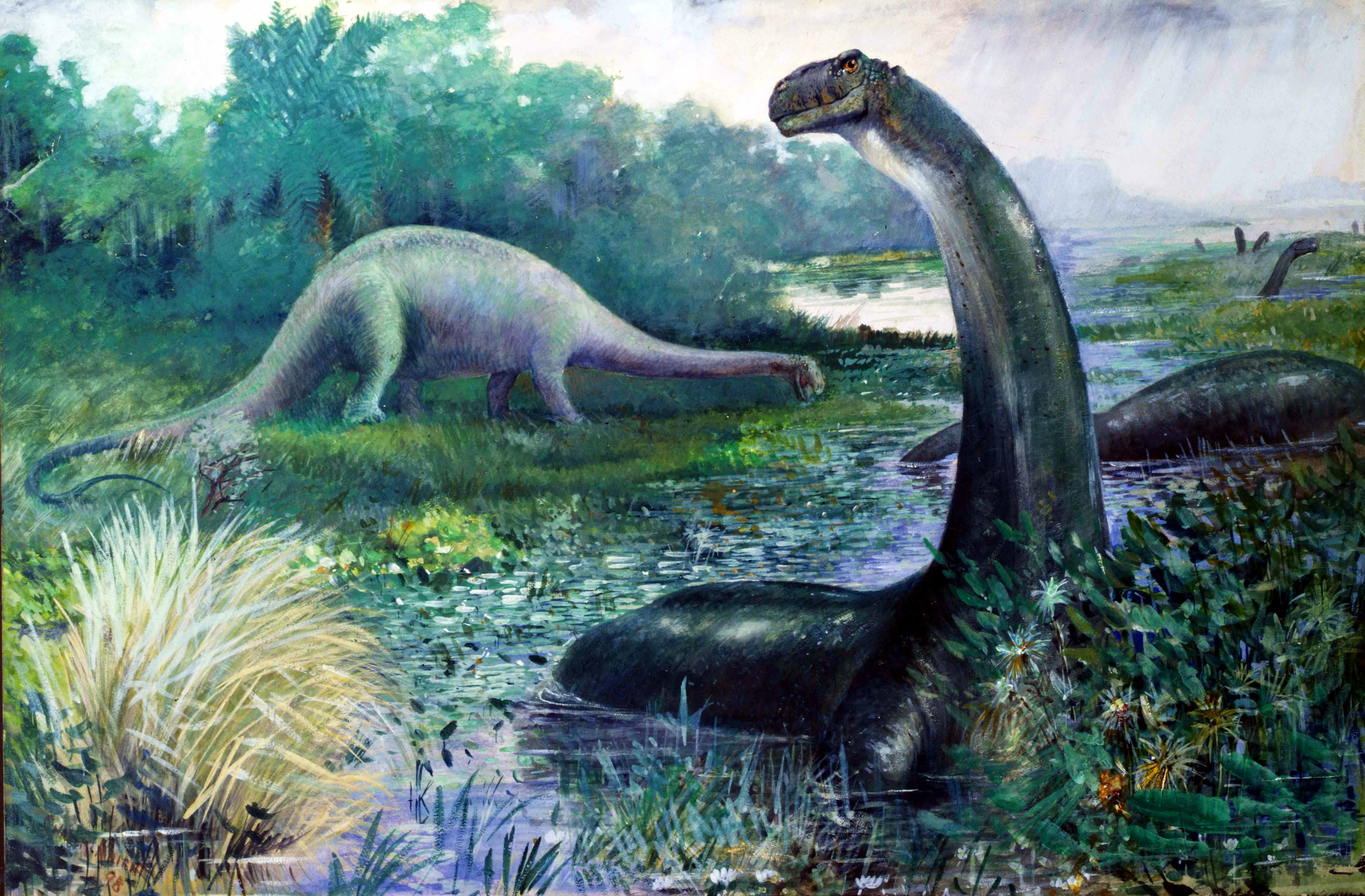
Brontosaurus (1897)
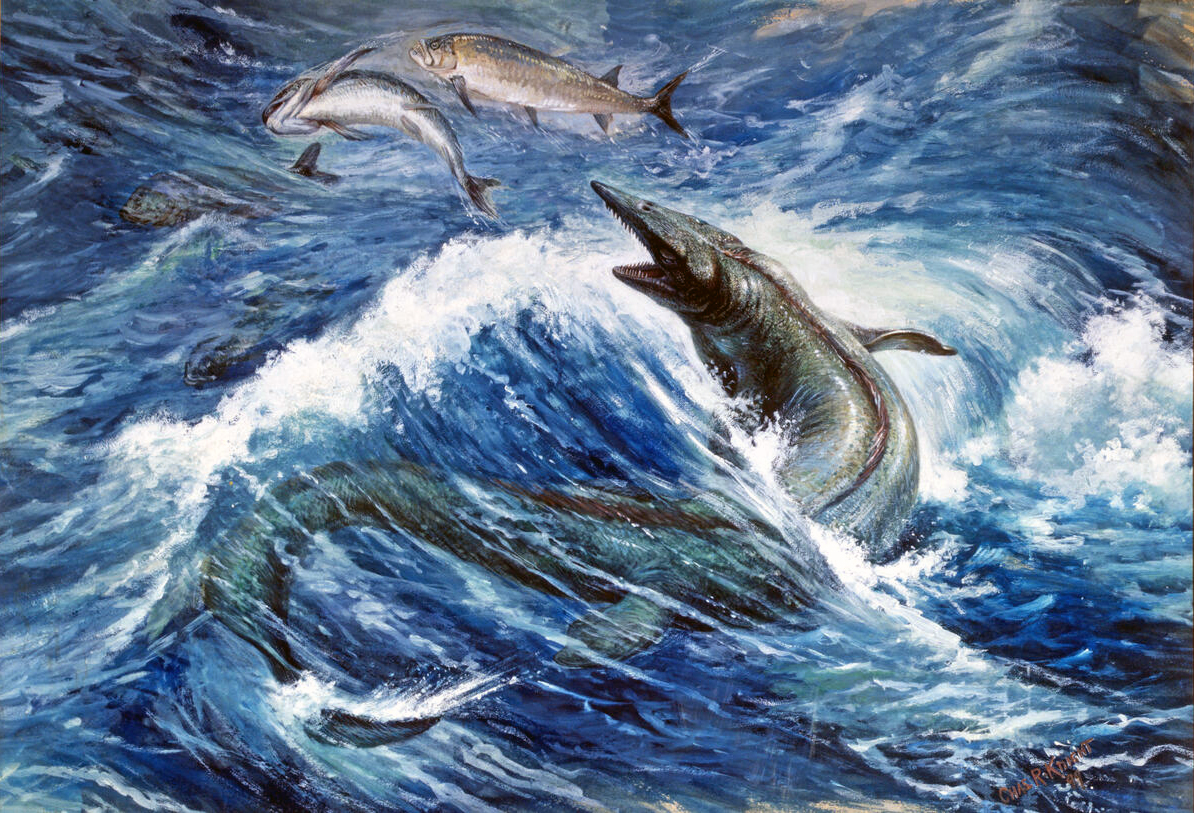
Tylosaurus (1899)